# Forza centripeta

Un corpo che si muove di moto circolare uniforme necessita di una forza centripeta in direzione dell'asse, come in figura, per rimanere nel suo percorso circolare.

Una forza è centripeta se è ortogonale alla traiettoria descritta dal corpo su cui è applicata, ovvero se è normale al vettore velocità. Dunque, in un sistema di riferimento rispetto al quale il corpo sia in quiete, essa non è definita.
In particolare in meccanica classica, le interazioni tra corpi vengono descritte introducendo il concetto di forza: secondo il modello newtoniano, se due sistemi interagiscono, ciascuno di essi applica sull'altro una forza. Da questo punto di vista, la forza centripeta non si aggiunge ad altre, quali il peso o la forza elastica. La tensione applicata da una fune tesa su un sasso attaccato a uno dei suoi estremi ne è un esempio. Essa non va confusa con la forza centrifuga, che è un esempio di forza apparente.
Se la somma delle forze esterne agenti, per esempio, su un punto materiale ha una componente centripeta, il corpo descrive una traiettoria curva, non necessariamente circolare. Nel caso particolare in cui la risultante delle forze esterne, cioè la loro somma, sia centripeta e abbia intensità costante, allora il moto descritto dal corpo è circolare uniforme.

## Caratteristiche
Nell'ipotesi di moto circolare uniforme, una forza centripeta, rappresentata dal vettore {\displaystyle \mathbf {F} _{c}}, è sempre diretta verso il centro della circonferenza. Essa è definita come:
{\displaystyle \mathbf {F} _{c}=m\mathbf {a} _{c}=m[{\boldsymbol {\omega }}\times ({\boldsymbol {\omega }}\times \mathbf {r} )]=-m(\omega ^{2}r){\hat {\mathbf {r} }}=-m{\frac {v_{t}^{2}}{r}}{\hat {\mathbf {r} }}}
essendo {\displaystyle {\boldsymbol {\omega }}} il vettore velocità angolare e {\displaystyle \mathbf {r} } il vettore posizione che individua il corpo di massa {\displaystyle m}.
Da tale legge è allora possibile dedurre che, per esempio, se si considerano due punti distinti della lancetta dei minuti di un orologio, posti a diversa distanza dal centro, essi ruotano con diversa velocità istantanea; in particolare, a parità di velocità angolare, la velocità istantanea aumenta all'aumentare della distanza dal centro di rotazione.
Se da un certo istante di tempo in avanti la forza centripeta non agisse più e, dunque, l'accelerazione centripeta si annullasse, sulla base della primo principio della dinamica, il corpo proseguirebbe lungo la direzione tangente alla traiettoria circolare, individuata dal vettore velocità istantanea.
Nel 1659 Huygens fu il primo scienziato a studiare la forza centripeta e a derivare la relazione riportata sopra. Successivamente, nel libro I della sua opera principale Philosophiae Naturalis Principia Mathematica del 1687, Isaac Newton così definisce la forza centripeta: